# 內華達州統計區
當前美國的統計區係由美国行政管理和预算局（OMB）所定義，其中包含都會統計區（MSAs）、小型都會統計區 （μSAs）與聯合統計區（CSAs）。
截至2017年8月15日，內華達州境內計有2個聯合統計區、3個都會統計區，以及6個小型都會統計區。

## 列表
下表說明了美國內華達州境內11個統計區、16個縣份與1個獨立市。各欄位說明如下：
1. 聯合統計區（英语：United States statistical area）（CSA）係由美國行政管理和預算局（OMB）所劃定。[1]
2. 聯合統計區之人口數據為採用2010年美國人口普查之資料。[2]
3. 核心統計區（英语：United States core based statistical area）（CBSA）[註 4]係由美國行政管理和預算局（OMB）所劃定。[1]
4. 核心統計區之人口數據為採用2010年美國人口普查之資料。[2]
5. 縣份或独立市。[2]
6. 縣份之人口數據為採用2010年美國人口普查之資料。[2]

列表標註：
- 黑框 為內華達州以外的地區及其人口數。
- 若都會區的人口數僅包含內華達州境內的區域，以黑字表示之；若都會區的人口數包含內華達州以外之區域，則以藍綠字表示之。
- 縣份所屬州份之上標如下，未標註上標者為內華達州轄境縣份：
  - 亞：亞利桑那州

| 聯合統計區                  | 2010年普查          | 核心統計區                                                      | 2010年普查 | 縣份／獨立市 | 2010年普查 |
| --------------------------- | ------------------- | --------------------------------------------------------------- | ---------- | ------------ | ---------- |
| 拉斯維加斯-亨德森聯合統計區 | 2,195,401 1,995,215 | 拉斯維加斯-亨德森-天堂都會統計區                                | 1,951,269  | 克拉克縣     | 1,951,269  |
| 拉斯維加斯-亨德森聯合統計區 | 2,195,401 1,995,215 | 哈瓦蘇湖城-金曼都會統計區 （Lake Havasu City-Kingman, AZ MSA）  | 200,186    | 莫哈維縣 亞  | 200,186    |
| 拉斯維加斯-亨德森聯合統計區 | 2,195,401 1,995,215 | 帕朗小型都會統計區 （Pahrump, NV μSA）                          | 43,946     | 奈縣         | 43,946     |
| 雷諾-卡森城-芬利聯合統計區  | 579,668             | 雷諾-斯帕克斯都會統計區                                         | 425,417    | 瓦肖县       | 421,407    |
| 雷諾-卡森城-芬利聯合統計區  | 579,668             | 雷諾-斯帕克斯都會統計區                                         | 425,417    | 斯托里縣     | 4,010      |
| 雷諾-卡森城-芬利聯合統計區  | 579,668             | 卡森城都會統計區 （Carson City, NV MSA）                        | 55,274     | 卡森城       | 55,274     |
| 雷諾-卡森城-芬利聯合統計區  | 579,668             | 芬利小型都會統計區 （Fernley, NV μSA）                          | 51,980     | 萊昂縣       | 51,980     |
| 雷諾-卡森城-芬利聯合統計區  | 579,668             | 加德納維爾蘭喬斯小型都會統計區 （Gardnerville Ranchos, NV µSA） | 46,997     | 道格拉斯縣   | 46,997     |
| 無                          | 無                  | 埃爾科小型都會統計區                                            | 50,805     | 埃爾科縣     | 48,818     |
| 無                          | 無                  | 埃爾科小型都會統計區                                            | 50,805     | 尤里卡縣     | 1,987      |
| 無                          | 無                  | 法倫小型都會統計區 （Fallon, NV µSA）                           | 24,877     | 邱吉爾縣     | 24,877     |
| 無                          | 無                  | 溫尼馬卡小型都會統計區 （Winnemucca, NV µSA）                   | 16,528     | 洪堡縣       | 16,528     |
| 無                          | 無                  | 無                                                              | 無         | 白松縣       | 10,030     |
| 無                          | 無                  | 無                                                              | 無         | 潘興縣       | 6,753      |
| 無                          | 無                  | 無                                                              | 無         | 蘭德縣       | 5,775      |
| 無                          | 無                  | 無                                                              | 無         | 林肯縣       | 5,345      |
| 無                          | 無                  | 無                                                              | 無         | 米納勒爾縣   | 4,772      |
| 無                          | 無                  | 無                                                              | 無         | 埃斯梅拉达县 | 783        |
| 内华达州                    | 内华达州            | 内华达州                                                        | 内华达州   | 内华达州     | 2,700,551  |

## 外部連結

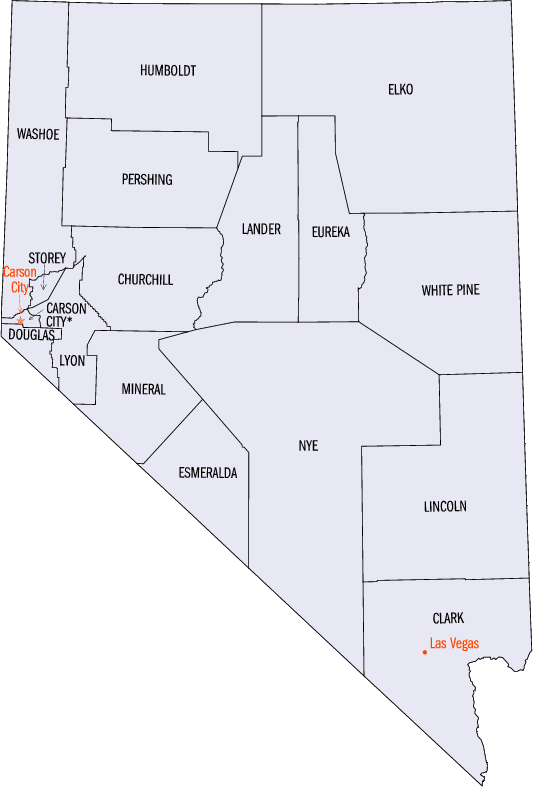
內華達州行政區域圖

- United States Government（页面存档备份，存于）
  - United States Census Bureau***2010 United States Census
    - （页面存档备份，存于）

  - United States Office of Management and Budget（页面存档备份，存于）